# New York Times Tower
New York Times Tower nebo New York Times Building je mrakodrap v Midtown Manhattanu v New Yorku. Byl dokončen v roce 2007, má výšku 319 metrů, 52 poschodí a společně s Chrysler Building se stejnou výškou je jedenáctou nejvyšší budovou v New Yorku. Je sídlem deníku New York Times.
Poloha budovy je na 8. Avenue mezi 40. a 41. ulicí.
Budova byla navržena firmami Renzo Piano Building Workshop a FXFOWLE Architects.
Střecha nejvyššího patra se nachází ve výšce 228 m, ale vnější opláštění budovy se tyčí ještě dalších 28 m nad střechu (256 m). Díky téměř stometrové anténě je oficiální uznávaná výška 319 m.
Okenní otvory jsou vyplněny speciálními skly, jež propouštějí maximum světla, ale zároveň zabraňují slunečnímu záření pronikat do budovy a ohřívat interiér. Díky této technologii se budova tolik neotepluje a vznikají tak nižší náklady za klimatizaci.

## Galerie

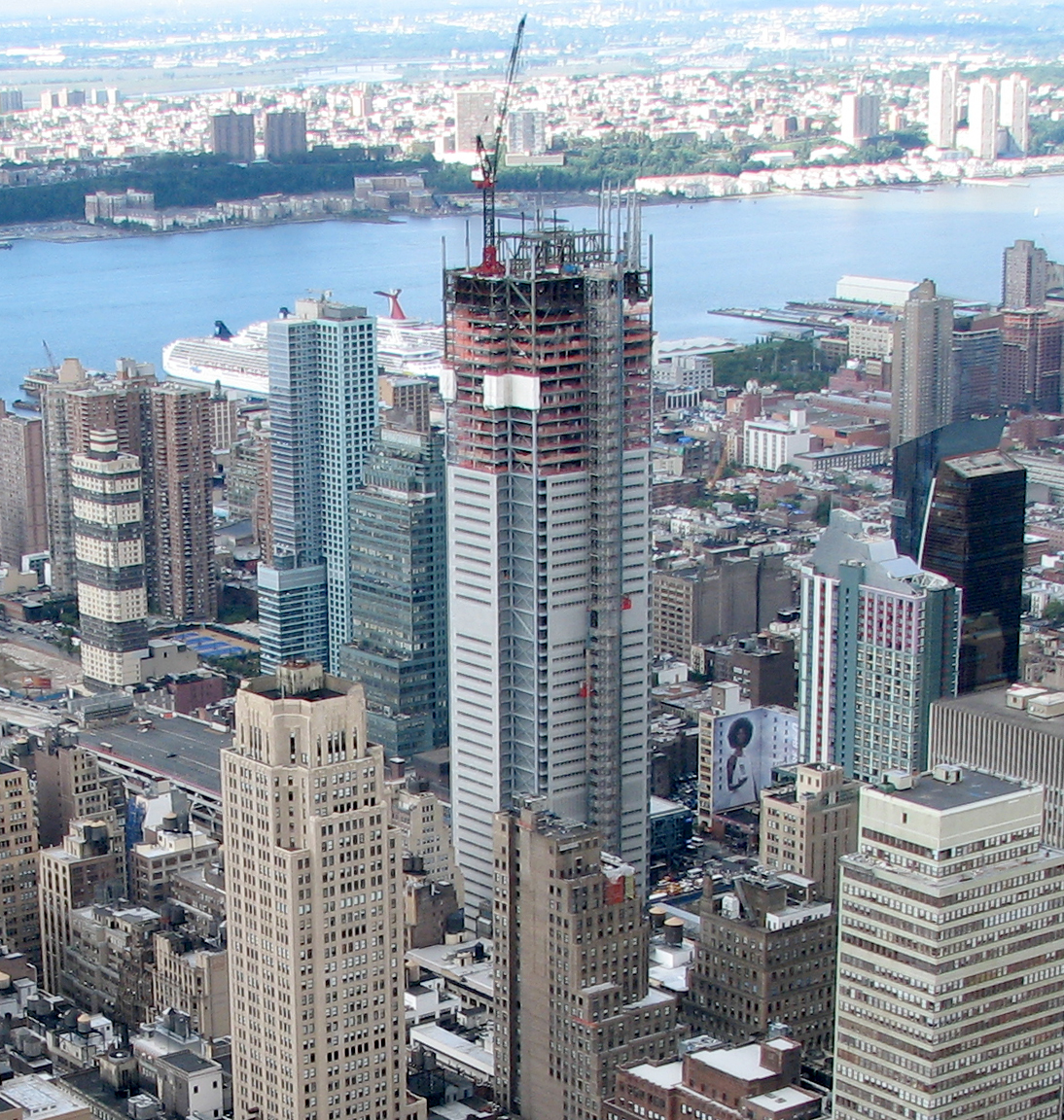
Výstavba
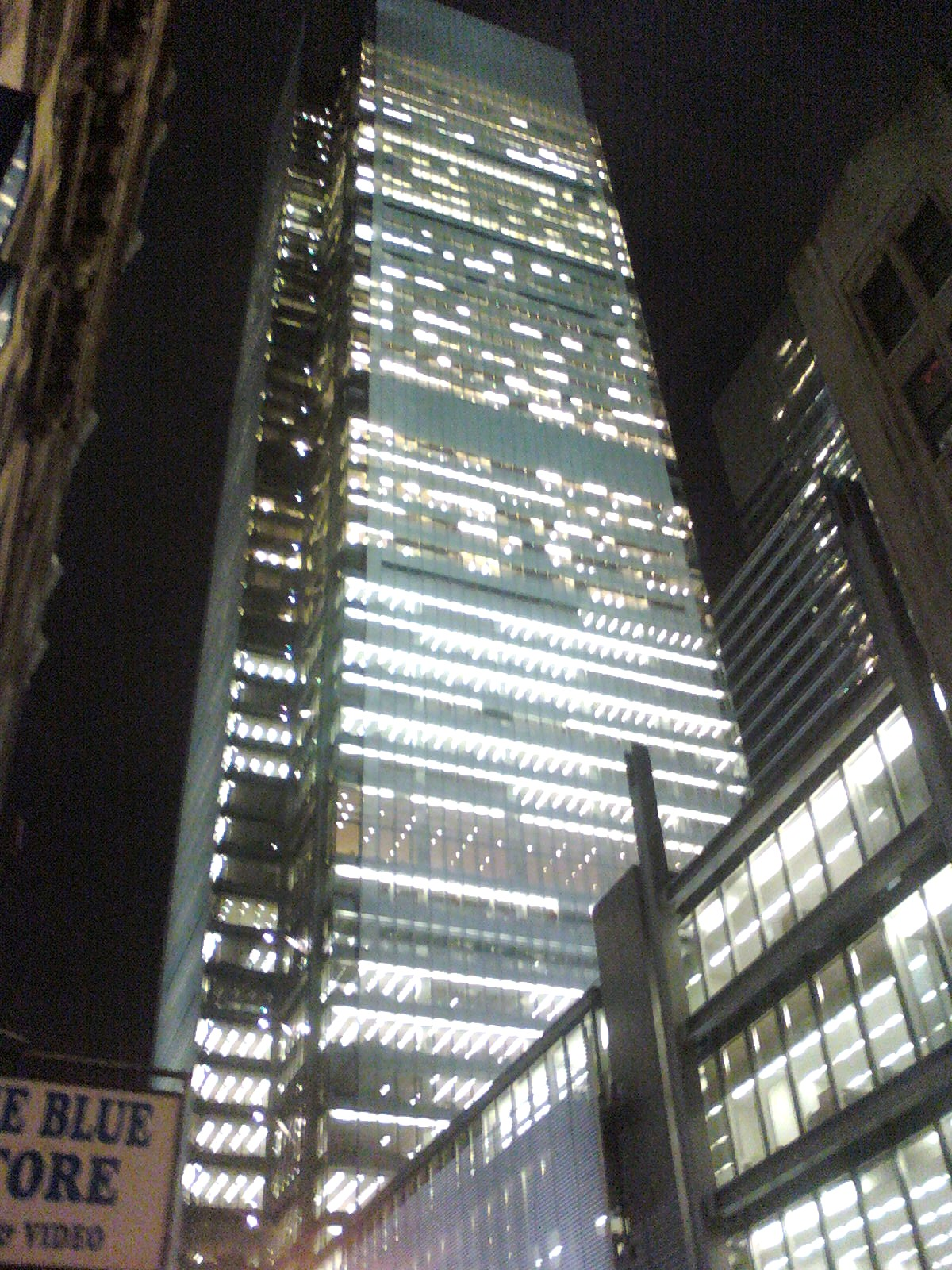
V noci
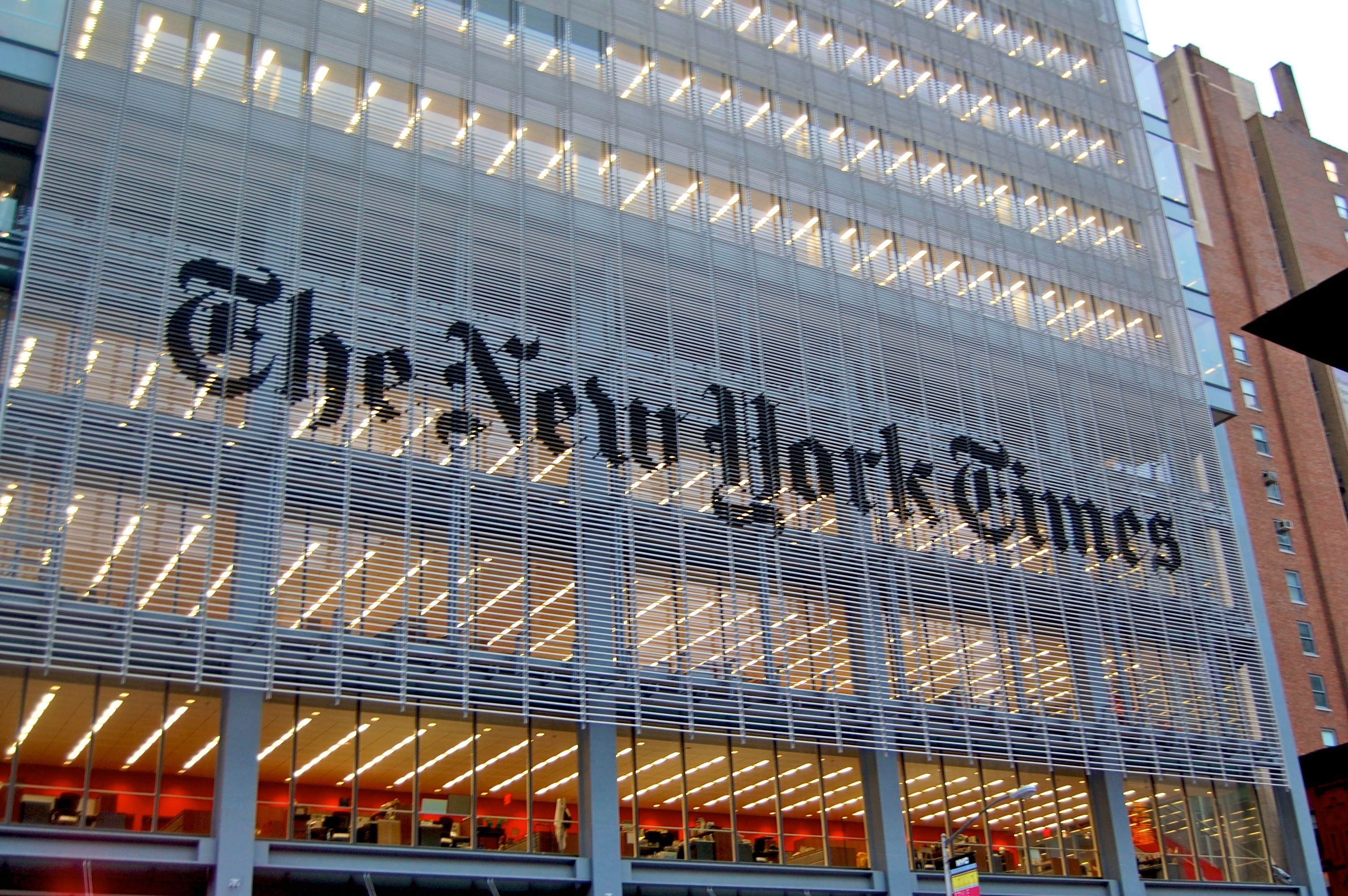
Logo firmy na fasádě budovy
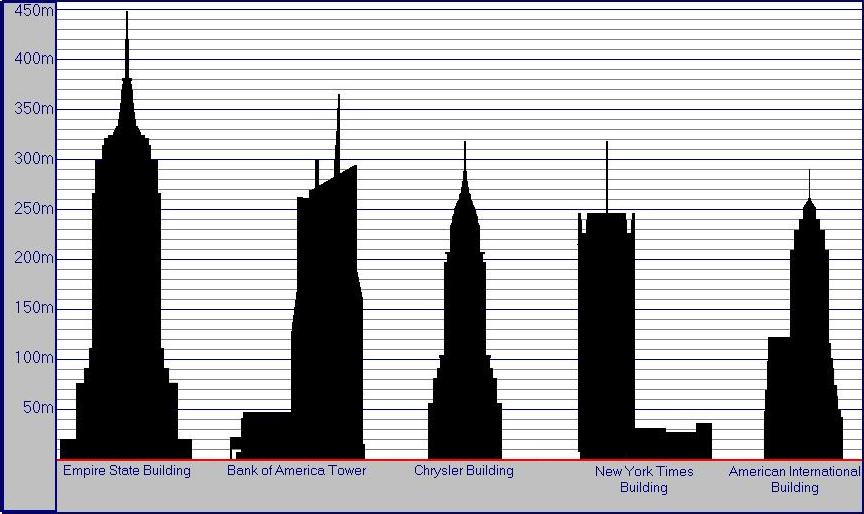
5 nejvyšších mrakodrapů v New Yorku